# Al-Bahsa
Al-Bahsa – wieś w Syrii, w muhafazie Hama. W 2004 roku liczyła 1070 mieszkańców.